# سازگاری (منطق ریاضی)
سازگاری (یا همخوانی) در منطق به معانی گوناگونی به‌کار می‌رود. ساده‌ترین معنای آن نبود تناقض (یا ناهمخوانی) در نظام است.